# Верин, Валерий Петрович
Верин, Валерий Петрович (родился 18 декабря 1941 года) — российский юрист, бывший заместитель председателя Верховного Суда Российской Федерации. Специалист в области уголовного права и процесса. Кандидат юридический наук, Заслуженный юрист Российской Федерации, имеет высший квалификационный класс судьи.

## Биография
Родился 18 декабря 1941 года в городе Вольск Саратовской области.
В 1959 году окончил школу и работал токарем на заводе станочной годроаппаратуры в городе Ельце Липецкой области. с 1960—1963 гг служил в Советской Армии.
В 1967 году окончил юридический факультет Воронежского государственного университета и на последнем курсе избран народным судьей Усманского районного суда (Липецкая область). В 1970 году избран народным судьей Коминтерновского районного суда Воронежа, а в 1974 году — председателем этого суда.
В 1978 году Валерий Петрович Верин избран заместителем председателя Воронежского областного суда по гражданским делам. В 1980 году становится председателем Воронежского областного суда. В 1983 году становится начальником отдела юстиции Воронежского облисполкома.
В 1985 году Верин становится заместителем председателя Верховного Суда — председателем коллегии по уголовным делам.

## Преподавательская деятельность
Валерий Петрович Верин занимается преподавательской деятельностью с 1975 года. Преподавал уголовное право в Воронежском государственном университете. В настоящее время преподает уголовное право в Российской правовой академии Минюста РФ.

## Научная деятельность
Автор более 40 работ по уголовному праву, уголовному процессу и организации правосудия. Входит в состав научно — консультативного совета Следственного комитета РФ.